# Nya Idun
Nya Idun es una asociación cultural sueca para mujeres fundada en 1885, originalmente como contraparte femenina de Sällskapet Idun ('la Sociedad Idun'). Su objetivo era "reunir a las mujeres cultas de la zona de Estocolmo en reuniones informales".
También existió una revista femenina con el mismo nombre, publicada en sueco por Magnhild Anderson en Minneapolis, Minnesota entre 1906 y 1924.

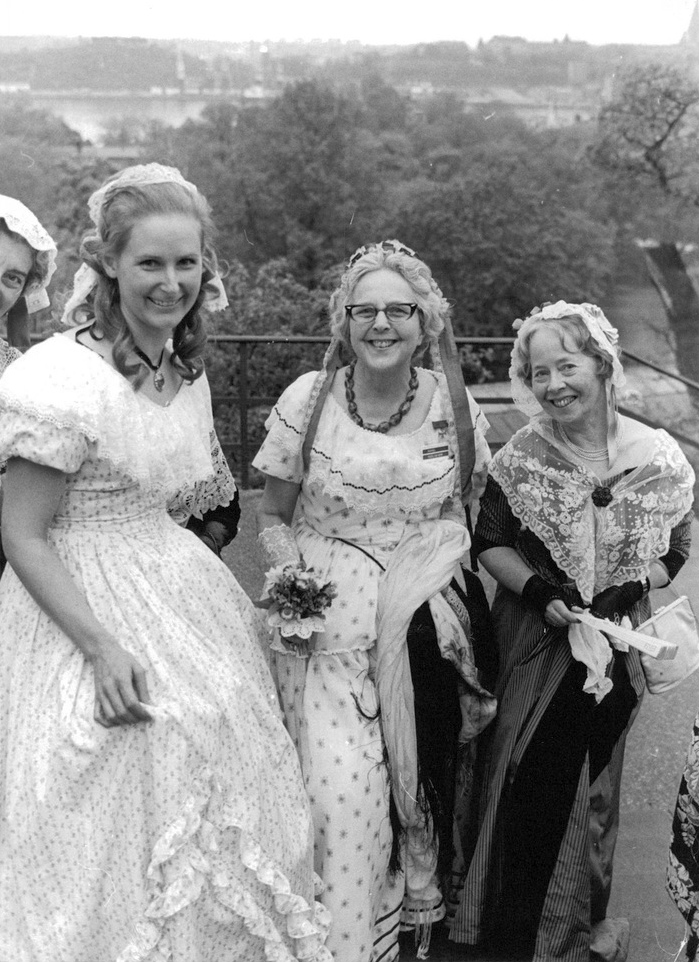
Birgit Sommer, Gunnel Hazelius-Berg y Margit Siwertz vestidas con ropa de 1800 en la fiesta de primavera de Nya Idun en Solliden en Skansen, mayo de 1968.

## Actividad
Nya Idun se fundó el 7 de febrero de 1885 en los locales de la Hushållsskola en Jakobsbergsgatan 11 en Estocolmo. Sus fundadoras fueron Calla Curman, Hanna Winge, Ellen Fries, Ellen Key y Amelie Wikström. Las primeras quince mujeres elegidas para el comité de la asociación fueron Alfhild Agrell, Lilly Engström, Selma Giöbel, Therese Gyldén, Anna Höjer, Amanda Kerfstedt, Anne Charlotte Leffler, Hulda Lundin, Agda Montelius, Anna Munthe-Norstedt, Mathilda Roos, Anna Sandström, Hilma Svedbom, Anna Whitlock y Coraly Zethræus.
El modelo de la asociación fue la Sällskapet Idun de Estocolmo, fundada en 1862, que, según sus estatutos, era para "hombres residentes en Estocolmo que tuviesen actividades e intereses propios en la ciencia, la literatura y el arte en diversos campos". Sällskapet Idun sólo aceptaba miembros masculinos, y Nya Idun se formó para servir de contrapartida a las mujeres.
Sobre la fundación de la organización, Calla Curman escribió: "¿Por qué no íbamos a poder reunirnos también las mujeres, independientemente de nuestras diferentes opiniones políticas y religiosas, para intercambiar ideas en torno a intereses intelectuales, artísticos y literarios comunes?".
La asociación se reunía una vez al mes, con exposiciones de arte y conferencias musicales y literarias. A su primera reunión asistieron 20 personas. En esa ocasión, la escritora Anne Charlotte Edgren-Leffler dio una conferencia sobre, entre otras cosas, el movimiento de reforma de la vestimenta victoriana en el extranjero, lo que llevó a la fundación de la Asociación Sueca de Reforma de la Vestimenta al año siguiente.
La asociación sigue existiendo para mujeres académicas y artistas de diversa índole.